# Pteroodes
Pteroodes é um gênero de traça pertencente à família Arctiidae.